# FCMバカウ
ASS FCM 1950バカウ（Asociația Sportivă a Suporterilor FCM 1950 Bacău）は、ルーマニア・バカウに本拠地を置いていたサッカークラブ。2020年に解散した。リーガ1（1部）には通算42シーズン所属していた。

## 歴史
1969-70シーズンのフェアーズカップではスコットランドのキルマーノックFCなどに勝利し、準々決勝に進出した。準々決勝ではイングランドのアーセナルFCに合計スコア1-9で敗れた。1990-91シーズン、クパ・ロムニエイで決勝でウニヴェルシタテア・クライオヴァに敗れ準優勝した。1998年、ルーマニア国内カップ戦のひとつであるCupa Ligiiの初代王者に輝いた。2001-02シーズン、Catalin Cursaruがリーガ1の得点王に輝いた。 

## タイトル

### 国内タイトル
リーガII:
- 優勝 (4) 1955, 1966–67, 1974–75, 1994–95

リーガIII:
- 優勝 (1): 2010–11

リーグカップ:
- 優勝 (1): 1998

### 国外タイトル
なし

## 過去の成績
- 2002-03 リーガ1 12位
- 2003-04 リーガ1 13位
- 2004-05 リーガ1 12位
- 2005-06 リーガ1 16位 降格
- 2006-07 リーガ2 セリアI 5位
- 2007-08 リーガ2 セリアI 14位
- 2008-09 リーガ2 セリアI 6位
- 2009-10 リーガ2 セリアI 12位 財政難に伴い降格
- 2010-11 リーガ3 セリアI 1位 昇格
- 2011-12 リーガ2 セリアI 7位
- 2012-13 不参加 降格
- 2013-14 不参加 降格
- 2014-15 不参加

## 国際試合の成績
| 年度    | 大会                       | ラウンド | 国名           | クラブ                 | ホーム | アウェー | 合計 |
| ------- | -------------------------- | -------- | -------------- | ---------------------- | ------ | -------- | ---- |
| 1991–92 | UEFAカップウィナーズカップ | 1回戦    | ドイツの旗     | ヴェルダー・ブレーメン | 0–6    | 0–5      | 0–11 |
| 1999    | UEFAインタートトカップ     | 1回戦    | アルメニアの旗 | アララト・エレバン     | 0–1    | 0–1      | 0–2  |

## 歴代監督
- イリエ・ドゥミトレスク 2001-2002

## 歴代所属選手
- ドゥドゥ・ゲオルゲスク 1983-1984
- ヴラド・ムンテアヌ 1998-2000
- フローリアン・プルネア 2002-2003,2004
- ドリン・ゴヤン 2003-2004